# 陸軍航空本部
陸軍航空本部（りくぐんこうくうほんぶ、旧字体：陸軍航空󠄁本部）は、大日本帝国の陸軍大臣に隷属する機関のひとつであり、陸軍省の下部組織である。陸軍における航空関係の軍事行政と教育を統御、管理した。1919年（大正8年）4月に陸軍航空部として設立、1925年（大正14年）5月に陸軍航空本部となり段階的に権限が強化され、1936年（昭和11年）8月より陸軍省の外局となった。1938年（昭和13年）12月に陸軍航空総監部が設立されて以後、航空関係教育は陸軍航空本部の担当外となったが、陸軍航空総監部は構成員の大部分が陸軍航空本部との兼務であった。
所在地は当初「三宅坂」と通称される東京市麹町区隼町にあり、1941年（昭和16年）12月の太平洋戦争開戦とともに同市牛込区の陸軍士官学校跡地へ移転した。そのほか研究機関、関係工場等との連絡のため各地に出張所があった。
1945年（昭和20年）11月、太平洋戦争（大東亜戦争）敗戦後の陸軍解体にともない陸軍航空本部は廃止された。ここでは前身である陸軍航空部とともに述べる。

## 設立の経緯

### 陸軍航空黎明期
陸軍が航空を兵力としたのは明治時代からである。日露戦争で臨時編成の気球隊が一応の成果を収め、陸軍中央は電信教導大隊気球班を設け常設とした。1907年（明治40年）10月、気球班は気球隊に改編され交通兵旅団所属となった、これが陸軍における最初の平時編制の航空部隊である。気球隊は当時陸軍で技術性を最も重視する工兵科の一部とされ、陸軍航空は工兵の管理下で緒についた。
当時の欧米列強国では、気球と並行し飛行機の研究が進歩しつつあった。1909年（明治42年）5月、参謀本部第七課において川田明治大尉による「空中飛行器に関する研究」と題する世界の軍事航空を研究した調査報告書が提出された。これに着目した寺内正毅陸軍大臣は海軍大臣と合議のうえ、官界の委員を含めた飛行機および気球の研究機関を立案し内閣の承認を得た。

### 臨時軍用気球研究会

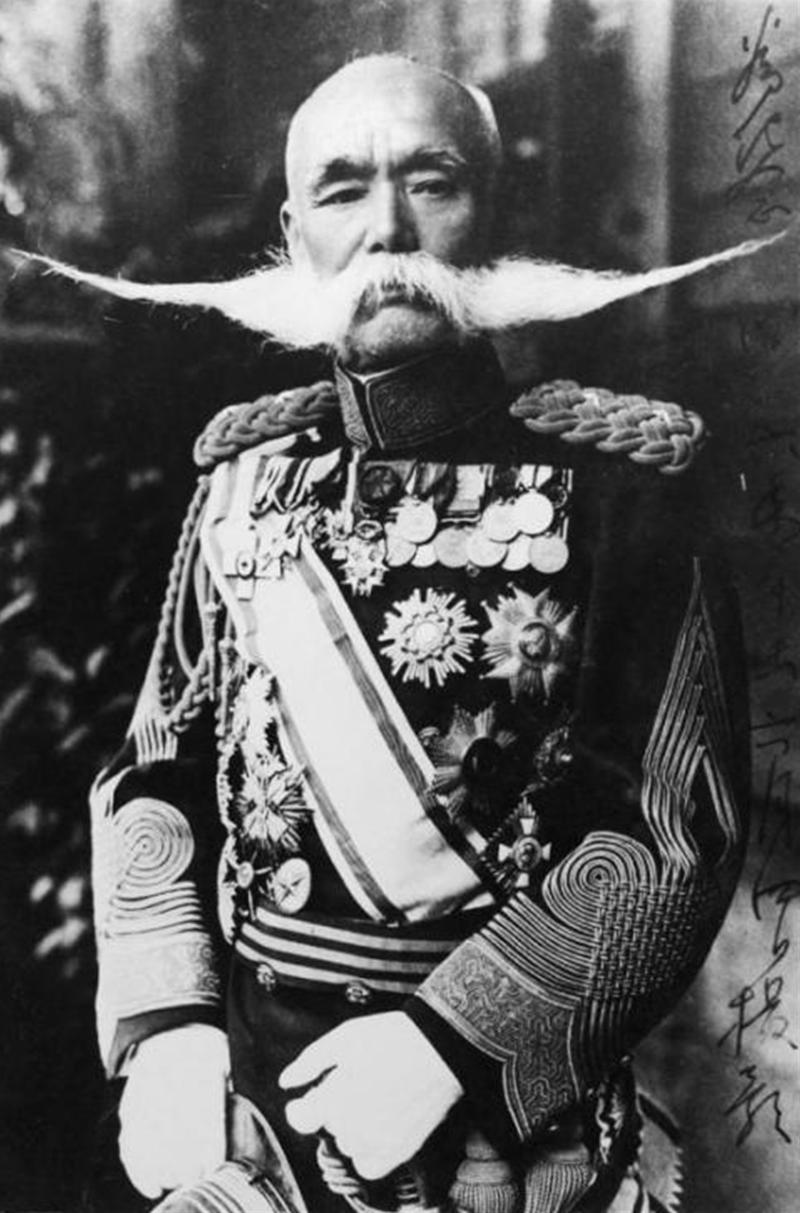
臨時軍用気球研究会初代会長 長岡外史中将

1909年（明治42年）7月、臨時軍用気球研究会官制（勅令第207号）が施行され、臨時軍用気球研究会が設立された。同研究会は名称と異なり対象が飛行機中心で、陸軍主体の政府機関であった。以後約10年間、陸軍航空の研究開発は臨時軍用気球研究会が担当し、飛行場の選定、操縦要員の欧州派遣に始まり外国製飛行機購入の決定、飛行機および各種器材の試作その他の責任を担った。1910年（明治43年）12月には研究会委員の日野熊蔵、徳川好敏両大尉が日本での初飛行に成功している。陸軍は第一次世界大戦に臨時編成の航空隊を投入し戦果をあげ、1915年（大正4年）に航空大隊を設立、交通兵団に編入した。
1917年（大正6年）11月、陸軍特別大演習に参加した14機の飛行機が不時着事故を多発、その他の事故も頻発し問題となった。世界大戦による輸入困難で外国製を模した国産エンジンをこの年初めて使用し、新器材の十分な試験と慣熟訓練なしで演習に投入されたのである。調査のため特別委員会が設けられたが、砲兵科中心の器材製作側と歩兵科および工兵科中心の使用側が故障原因について互いに譲らず、適切な結論は得られなかった。飛行機の研究審査と制式決定を臨時軍用気球研究会が行い、器材製造は砲兵工廠が担当し、航空大隊は皇居守護を本務とする近衛師団所属の交通兵団にあり、三者の連携は容易ではなかった。また陸軍省内での航空政務は専任部署がなく軍務局工兵課が行っていた。

### 井上少将の起用

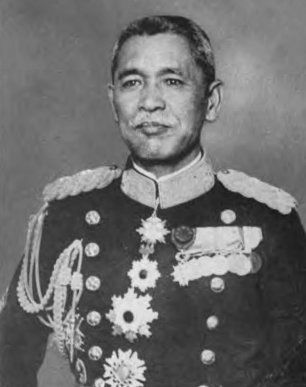
初代陸軍航空部本部長 井上幾太郎少将（中将時代）

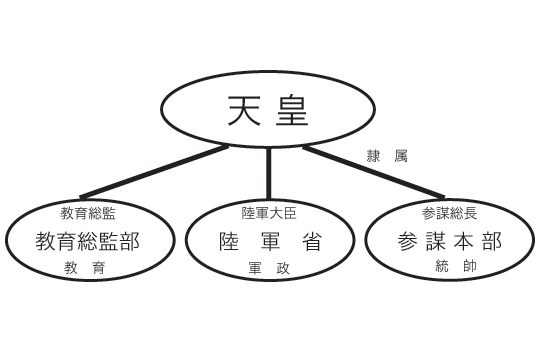
陸軍中央三官衙関係図

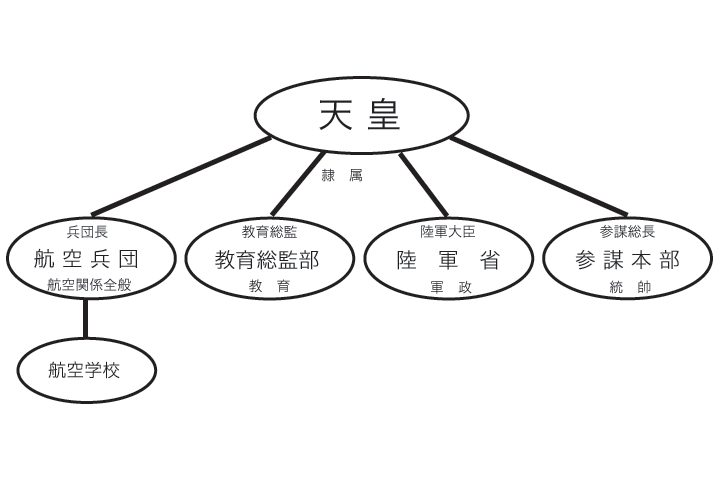
井上少将の航空兵団案

1918年（大正7年）1月、航空関係諸組織の不調和状況を憂慮した陸軍省は航空業務の中核となる人物を求め、元工兵課長で臨時軍用気球研究会委員も経験した井上幾太郎少将を同省の運輸部本部長から交通兵団司令部附へ異動させ、陸軍航空の統制刷新に当たらせた。井上は陸軍省と参謀本部がそれぞれ作成した研究案を踏まえ航空大隊の所見等も加味し、同年3月、「航空兵科の独立」「航空部隊の交通兵団からの分離」「航空部隊を統轄する航空兵団の設立」「臨時軍用気球研究会を廃止し航空学校の設立」「陸軍省航空局の設置および航空機材の管理製造部門の設立」など7項目を骨子とする意見書を陸軍大臣に提出した。
日本の陸軍は軍政（軍事に関する政務）、統帥（軍隊の指揮運用）、教育（軍人の訓練育成）の3つの機能を、軍政は陸軍大臣（陸軍省）、統帥は参謀総長（参謀本部）、教育は教育総監（教育総監部）が分立して担当し、それぞれが天皇に直接隷属していた。しかし航空技術は日進月歩であり、それに鋭敏に作用するためには3機能を一括する機構として天皇直隷の「航空兵団」を設け、航空学校を航空兵団長に隷属させ教育を担当させるとともに、航空学校内の研究部門に器材の研究、実験、審査という軍政の一部も行わせるのが井上案であった。
井上案のほかにも陸軍中央には航空改革に関する各方面からの意見が提出され、具体的な実行案が翌年まとまった。「航空兵科の独立は保留とする」「航空兵団の編成は時期尚早であり、とりあえず交通兵団から分離し一般師団に編入する」「臨時軍用気球研究会は廃止し航空学校を創設する」「陸軍省軍務局には専任の航空課を置く」そして「井上案の航空局は規模を縮小した陸軍航空部として設立し、陸軍大臣に直隷して航空の軍政と教育に関する業務を担任させる」というものである。最終的には1919年（大正8年）3月に陸軍次官を長として組織された制度調査委員が陸軍航空部の創設を決議して大臣に報告した。

## 陸軍航空部

### 軍政と教育の統合
1919年（大正8年）4月15日、陸軍航空部令（勅令第111号）の施行により陸軍航空部（以下、場合により航空部と略）が設立された。その任務は同令第1条で「航空ニ関スル事項ノ調査、研究及立案」と「航空兵諸軍隊本科専門教育ノ整一進歩」ならびに「航空ニ関スル器材ノ製造、修理、購買、貯蔵、補給及検査」を掌（つかさど）ることが定められた。

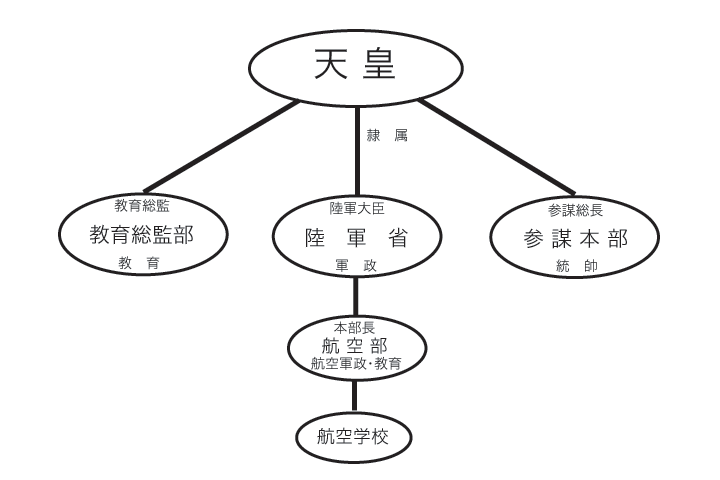
陸軍中央三官衙および航空部関係図

陸軍航空部は本部と補給部からなり、陸軍大臣に隷属する本部長が全般を統率する。初代本部長は井上幾太郎少将が補職された。本部は調査、研究、教育の管理を担当し、器材の製造、修理、購買、貯蔵、補給、検査等は補給部が担当する。担当の現地現業は、調査、研究、教育は埼玉県入間郡の所沢陸軍飛行場に設立された航空部本部長隷下の陸軍航空学校が、補給、検査等は同じく所沢に置かれた補給部支部が実行した。それと時を同じくして陸軍省では軍務局内に航空課が新設され、工兵課が行っていた航空関係人事などの行政を担当することになった。また、交通兵団司令部は廃止され、各航空大隊は所在地の師団に編入された。
こうした施策は既述の井上案からは相当に後退したものであったが、陸軍の中で航空のみが教育（操縦や技術など本科専門に限り、軍人としての一般教育は除く）を軍政統轄者である陸軍大臣隷下の部署で扱うことになり、異例かつ画期的なことであった。これは航空部隊の教育訓練と、現業軍政である器材補給との緊密な連携が重要視され、同一機関、すなわち航空部によって担当処理する必要性が明確になったからである。陸軍航空部は当初東京市麹町区永田町の陸軍陸地測量部内に置かれ、編制定員は本部長以下将校、将校相当官、技師など29名、准士官、下士官、技手など22名、総計51名で陸軍航空すべての管理を開始した。陸軍航空部は毎月1回、補給部支部あるいは陸軍航空学校などの幹部も集めて事務連絡の会合を行い、円滑な航空業務の推進をはかった。また井上本部長は山積する各種の問題、とくに陸軍省および参謀本部に対する交渉、意見具申をみずから行い多忙を極めたが、同じ山口県出身の田中義一陸軍大臣、同じ工兵科出身の上原勇作参謀総長との関係は良好であった。
1920年（大正9年）5月、日本の航空開発に歴史的な足跡を残した臨時軍用気球研究会は、その任務を陸軍航空部と陸軍航空学校ほかに引き継ぐかたちで廃止され、それまで同研究会が保管していた飛行機および気球、ならびに工場とその器材は陸軍航空部に移管された。同年7月、陸軍航空部は近隣の麹町区隼町（通称は三宅坂）に新設した庁舎へ移転した。また、参謀本部には同年8月、第一部第二課（作戦）に航空班が新設された。さらに同年9月、新たに補給部支部を岐阜県各務原に設置した。従来より所沢にあったものは補給部所沢支部と名称変更、新設のものを補給部各務原支部とし、所沢は東日本の、各務原は中部日本以西の各部隊および学校に対する補給業務を担当することになった。

### 航空兵科独立へ
第一次世界大戦以来、欧米列強は航空兵力の独立性を高めていた。英国では1918年4月、世界に先駆け空軍を設立し、同年アメリカ合衆国では陸軍の航空部門（Army Air Service。「陸軍航空部」と訳される場合がある）を独立させている。日本陸軍では1920年（大正9年）10月、陸軍航空制度研究委員が組織された。航空部本部長、井上幾太郎中将（同年8月進級）は前述委員の長として従来制度の改善を考察する責務が陸軍大臣より与えられた。また、同年12月から翌年にかけて海軍との共同研究も行われた。井上は陸海軍の航空を統一した空軍建設論を展開したが、海軍の反対だけでなく陸軍内部でも時期尚早論が大勢を占め空軍計画は頓挫した。次善策として航空制度研究委員は航空兵科の独立案、そのほか陸軍航空部を拡充し航空本部とすることなどを研究し、1922年（大正11年）11月に解散した。1923年（大正12年）3月、井上は第3師団長に転出し、白川義則陸軍次官が航空部本部長を兼務した。
航空兵科の独立に障壁となるのは将校の人事であった。航空は操縦者を中心に将校の比率が高く、多くの若い尉官が年齢を重ねたときに佐官に進級させようにも航空兵という単一兵科の中では補職先が十分でないという懸念である。これに対して陸軍航空制度研究委員は操縦者に下士官を多数採用すること、航空技術および戦術の進歩により支援（整備、通信、気象、補給その他）の地上勤務者が増大し、操縦将校は将来そうした地上勤務の上級将校に転ずるという案であった。
第一次世界大戦後の不況が原因となり日本を含む世界の大勢は軍縮基調であったが、列強各国は航空軍事に関しては上述のように内容の改善と充実に努めていた。日本陸軍では1922年と1923年の軍備整理を経て、1924年（大正13年）に就任した宇垣一成陸軍大臣が通算で3度目となる翌年の軍備整理（いわゆる「宇垣軍縮」）に着手した。その際に陸軍全体を量的に削減するかわりに質的向上として近代化が進められ、陸軍航空はその対象として充実がはかられた。難産の末に航空兵科独立と陸軍航空本部の設立が可能となった。

## 陸軍航空本部

### 航空兵科独立と昇格
1925年（大正14年）5月1日、それまで各兵科の混成であった陸軍の航空部門は航空兵科として独立し、同時に陸軍航空本部令（勅令第149号）が施行された。従来の陸軍航空部令は廃止となり、陸軍航空部は陸軍航空本部（以下、場合により航空本部と略）に昇格した。陸軍航空本部令第1条で定められたその任務は陸軍航空部の任務とほぼ同じであるが、航空に関する事項の「試験」が加わり、航空に関する器材の「製造」が職責からなくなった。
陸軍航空本部は本部と補給部のみであった従前の航空部とは本質的な機能に大差はなかったが、編制が総務部、技術部、補給部、検査部となり、大幅に増強され定員も51名から139名となった。陸軍大臣に隷属し航空本部のすべての業務を統御、管理する本部長は安満欽一中将が航空部から引き続きその職についた。また航空本部長は陸軍飛行学校を隷下に置くだけでなく、陸軍士官学校を巡閲する権限が付与された。これは航空兵科の独立にともない、他兵科が教育総監の隷下に騎兵監、砲兵監、工兵監、輜重兵監を有することに準じて航空本部長に与えられた職権である。
同年5月4日、陸軍航空本部事務分掌規定（陸達第23号）により、航空本部における各部の任務は次の事項を掌ると定められた（1925年5月時点）。
総務部
- 航空に関する事項（被服に関する事項および他部主管事項を除く）の調査、研究、立案。
- 航空兵諸軍隊の本科専門教育、ならびに航空兵諸軍隊練習部における教育に関する事項。
- 陸軍飛行学校に関する事項。
- 庶務および経理に関する事項。

技術部
- 航空に関する器材の調査、研究、試験、立案、審査。
- 航空に関する気象および衛生の調査、研究、試験、立案。
- 航空に関する器材制式の統一および同制式図の調製整理に関する事項。

補給部
- 航空に関する器材の修理および廃品処分に関する事項、および技術部の依託にかかわる器材の試作。
- 航空に関する器材の購買、貯蔵、または補給に関する事項。

検査部
- 航空に関する器材の採用検査に関する事項。
- 民間製造所に注文した航空に関する器材の製造ならびに修理作業の監督に関する事項。

技術部は1919年（大正8年）の陸軍航空学校設立時に同校の研究部として始まり、1924年（大正13年）の改編で所沢陸軍飛行学校となって以後も引き継がれてきた陸軍航空唯一の研究機関が前身である。学校の機構内の研究部のため設備および経費等が十分でなく、深厚な調査研究を行うことが困難であったものを、そのまま航空本部の部署に独立昇格させた。設備の関係から技術部は当面の所在地を所沢校内のままとして活動を開始した。補給部はそれまでどおり補給部所沢支部と補給部各務原支部を置いた。そのほか航空本部の設立にともない、その編制内に航空駐在官を置くことができるようになった。航空駐在官は独、仏、英、米の4国で駐在国およびその周辺国の軍用航空技術、編制装備、新兵器、兵器製造とその技術、などを継続的に調査研究すること、そして陸軍が外国で購買または製作する兵器、材料等の検査監督と、これらに関する交渉に当たることが任務であった。
1928年（昭和3年）9月、技術部は所沢から東京府北多摩郡立川町に移転した。また立川には1933年（昭和8年）に補給部所沢支部が移転し、補給部立川支部となった。

### 技術部と補給部の独立
陸軍航空本部は設立以来10年間、編制と機能に関して大きな変化はなかった。しかし1931年（昭和6年）の満州事変を契機とした情勢の緊迫により陸軍航空は拡張をつづけ、それにしたがい航空本部の業務も著しく増大した。航空軍政の計画機関であると同時に実施機関でもある航空本部は、業務が複雑かつ繁多となるにつれて矛盾を呈するようになり、とくに技術部および補給部の計画、実施の両機能を分離する必要が生じた。
1935年（昭和10年）8月1日、陸軍航空本部令改正（勅令第221号）、陸軍航空技術研究所令（勅令第222号）、および陸軍航空廠令（勅令第223号）が施行された。これにより陸軍航空本部は改編され、従来の技術部は航空本部長隷下の陸軍航空技術研究所に、補給部は同じく陸軍航空廠に昇格、独立することとなった。陸軍航空本部の任務は「陸軍航空に関する事項の調査、研究、試験、立案」、「航空兵科諸軍隊の当該兵科専門教育の斉一進歩を図り、所轄学校の教育」、「航空に関する器材の制式統一」、「航空に関する器材、燃料等の整備、および検査」に関する事項を掌ると改められた。編制は総務部（第一課、第二課）、第一部、第二部という新体制になった。
同日の陸軍航空本部業務分掌規定（陸達第16号）により定められた航空本部における各部が掌る任務は次のとおり（1935年8月時点）。
総務部
第一課
- 本部一切の業務整理に関する事項。
- 庶務、人事、および経理に関する事項。
- 航空部隊の編制、装備、および動員に関する事項。
- 第2課および他部の主管に属さない事項。

第二課
- 航空に関する事項（他部主管事項を除く）の調査、および研究。
- 航空諜報に関する事項。
- 航空思想の普及および民間における航空教育の指導に関する事項。

第一部
- 航空兵科諸軍隊本科専門教育および気球隊練習部における教育に関する事項。
- 陸軍飛行学校および陸軍航空技術学校に関する事項。

第二部
- 航空器材の制式統一および同制式に関する事項。
- 航空に関する器材、燃料等の整備および検査に関する事項。
- 陸軍航空技術研究所および陸軍航空廠に関する事項。
- 監督官業務の統制に関する事項。
- 民間軍需品工場の利用、培養、および統制に関する事項。

このほか改編前の検査部における現業を継承して、軍需品工場の監督を行う監督官を航空本部の所轄下に設け、各地に監督班（長は監督官長）または監督官在勤所が置かれた。

### 航空本部権限の強化
陸軍航空の独立強化、究極の目標として空軍の創設は大正期より関係者の念願であった。その後の世界的な軍事思潮はさらに空軍独立が支配的となり、ドイツの再軍備と空軍独立に刺激を受けて1935年頃より陸軍部内では再び空軍独立論議が活発となった。結果としてやはり空軍の独立は成功しなかったが、1936年（昭和11年）2月に起こった二・二六事件後の陸軍中央機構革新の流れの中で陸軍航空の強化が進められた。天皇に直隷し全航空部隊を統一指揮する航空兵団（兵団長は徳川好敏中将）が誕生したのは同年8月である。同時に航空本部の権限も変更を受けた。

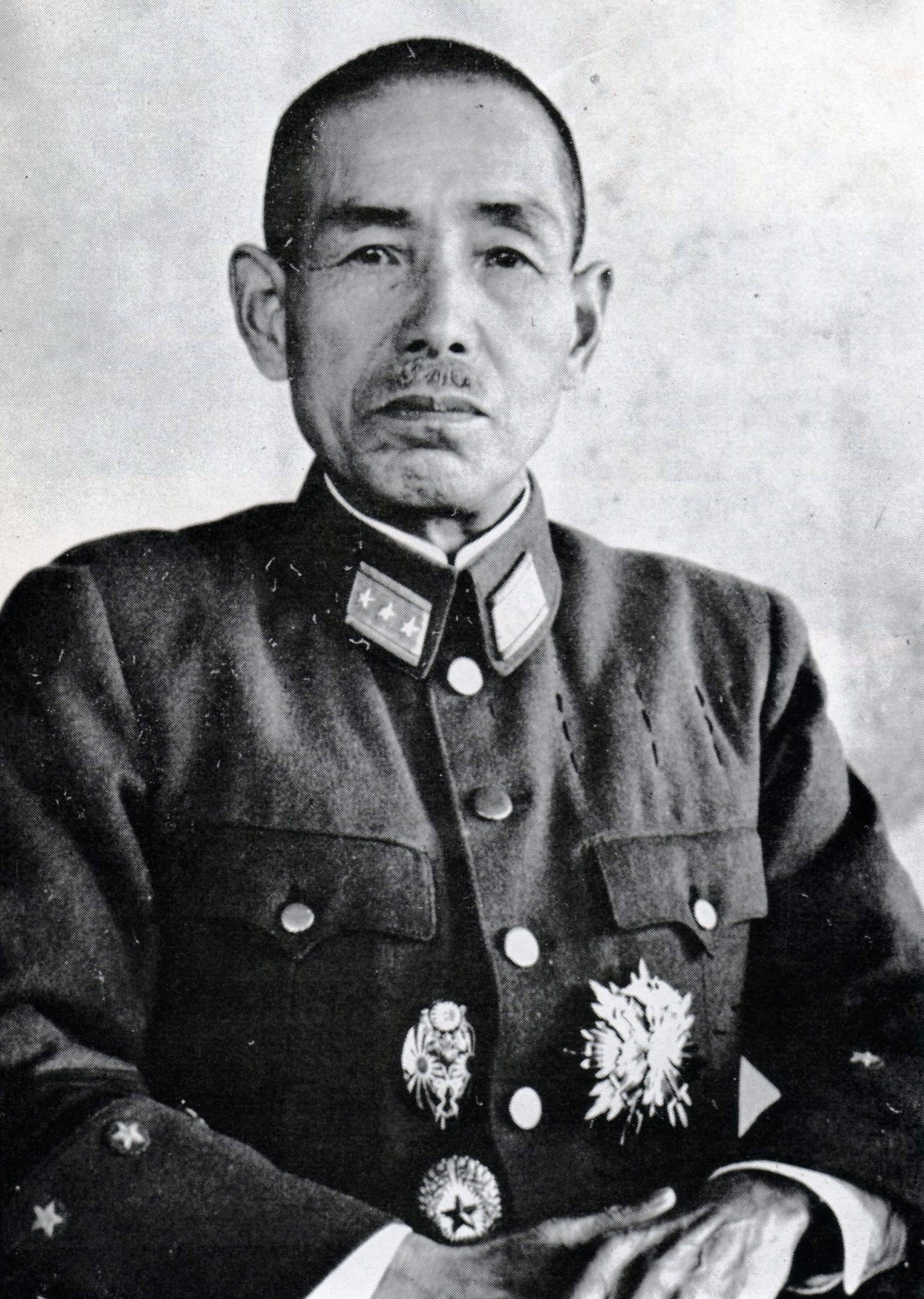
第8代陸軍航空本部長 畑俊六中将（大将時代）

1936年8月1日、陸軍省官制改正（勅令第211号）および陸軍航空本部令改正（勅令第212号）が施行された。これによって陸軍航空本部は陸軍省の外局となり権限が強化された。外局とは、陸軍省外の官庁でありながらも特定の業務において陸軍省内の局と同等の資格で事務を分担し、陸軍大臣の幕僚の役割を果たす機関である。それまで陸軍省主管であった航空行政は基本となる一部を除き航空本部に集約し、迅速化が可能となった。具体的な例としては航空機用機関銃や弾薬の審査はそれまで陸軍技術本部で行っていたものを航空本部へ移管し、実行は航空本部長隷下の航空技術研究所が担当すること等々があげられる。この改編の最大の効果は、航空本部長が航空予算を一元的に運用できるようになったことである。航空予算の運用に当たっての重点形成、予算の効力的な使用がこれによって可能となった。同日付で新たに古荘幹郎中将が本部長となり、航空本部の総員は約1000名であった。
陸軍省の外局として航空本部は陸軍大臣の幕僚業務も行うことになったが、それでもまだ航空に最も必要となる飛行場を設定、整備する機能を欠いていた。そこで翌1937年（昭和12年）7月31日、陸軍航空本部令改正（勅令第373号）および陸軍経理部条例改正（勅令第380号）が公布、同日施行され、経理関係機能が強化された。この改正により陸軍航空本部は総務部（第一課、第二課）、第一部（第三課、第四課）、第二部（第五課、第六課）に加えて、経理関係の業務を専門に担当する第三部（第七課、第八課）が置かれた。これは急速な航空増強にともない航空本部の経理業務が繁多となり、その迅速で適切な処理が重要性を増したことが主な理由であるが、航空本部はみずから航空用の土地、建造物等の建設、管理も可能となった。
次に示すのは陸軍航空本部事務分掌規定改正（昭和13年陸達第16号）その他により定められた航空本部における各部の広範な任務の概要である（1938年3月時点）。
総務部
- 部内の庶務、人事、編制制度、隊務の大綱に関する事項。
- 民間航空、航空調査、宣伝、兵要気象に関する事項。他部の主管に属さない事項。

第一部
- 航空関係の諸学校教育、同軍隊教育および演習、同典令範の編纂に関する事項。
- 航空関係の諸施設、航空通信に関する事項。

第二部
- 航空兵器および航空燃料の制式、補給、修理、払下げ、調査、研究に関する事項。
- 航空技術に関する事項。民間軍需工場の利用、培養、統制に関する事項。

第三部
- 陸軍航空本部および本部長隷下機関の会計経理、航空関係の予算に関する事項。
- 飛行場その他の施設の設定、建築などに関する事項。

### 陸軍航空総監部の創設
1937年（昭和12年）までに陸軍航空は充備を進め、指揮系統では天皇に直隷する航空兵団長が全航空部隊を統轄することとなり、軍政面では航空本部の権限が強化され、教育においては航空兵科士官候補生のため所沢に陸軍士官学校分校が開設された。しかし陸軍航空には中核となる機関が存在せず、「航空省」を創設する案なども検討されたが実現には至らなかった。同年7月の日中戦争（支那事変）勃発により、空軍独立を究極の目標とする航空関係者の論調は地上作戦協力を重視する慎重なものへ変わっていった。
1938年（昭和13年）、こうした中で航空兵科専門教育を専任する天皇直隷機関として「航空総監部」を創設して陸軍航空の中核的機関とする案が参謀本部および陸軍省内で立てられた。これは陸軍航空には画期的なものとなるが、陸軍の伝統である教育統一を崩すものであるとして教育総監部は強く反対した。しかし陸軍中央の主流には航空教育の特殊性に対する理解が深まっており、陸軍省軍務局の田中新一軍事課長、あるいは東條英機陸軍次官（航空本部長兼務）による推進が決定力となった。

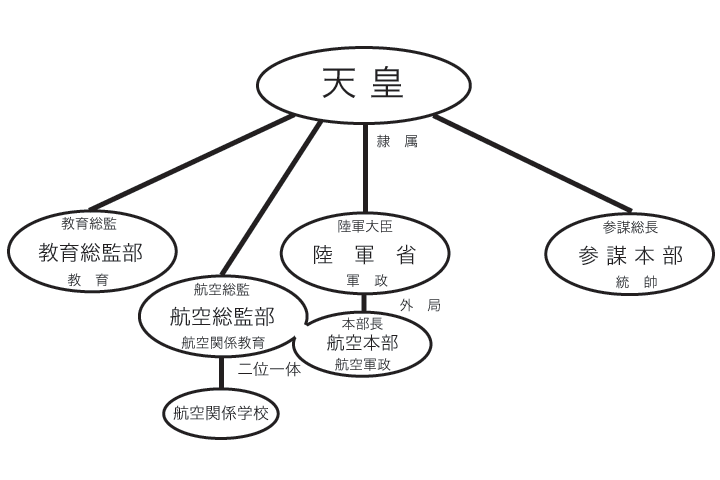
陸軍中央三官衙および航空総監部関係図

同年12月9日、陸軍航空本部令改正（勅令第743号）が、翌10日には陸軍航空総監部令（軍令第21号）が施行され、陸軍航空総監部（以下、場合により航空総監部と略）が創設された。その主な目的は航空総監部令の理由書に「陸軍航空兵科軍隊ノ愈々複雑且専門化セルニ伴ヒ之ニ専任スル天皇直隷機関ヲ新設シ陸軍航空兵科軍隊教育ノ進歩発達ヲ図ルノ要アルニ因ル」と書かれているように、専任の機関を設けることで航空教育の特殊性と膨大化に、より良く対応させることであった。また航空総監を天皇直隷とし陸軍航空の中核的存在とすることで、陸軍内における航空の地位を高めることにもなった。
これにより航空兵科の本科専門教育に関する事項は航空総監部へ移管され、航空本部の担当外となった。しかし航空総監部の実態は航空本部と「二位一体」であり、航空総監は航空本部長を兼務し、航空総監部の人員（1938年12月時点の定員は42名）は3名を除きすべて航空本部の総務部および第一部の部長と部員が兼務するものであった。

### 太平洋戦争下の編制
1938年12月に航空総監部が創設されて以後、陸軍航空は航空本部が軍政を、そして航空本部と二位一体の航空総監部が専門教育を担当する体制で統御、管理された。1939年（昭和14年）12月に陸軍飛行実験部が、1940年（昭和15年）4月には陸軍航空工廠が設立され、それぞれ航空本部の管理下に入ったが、それ以外は航空本部の編制と機能に数年間大きな変更がなかった。
1941年（昭和16年）12月8日、日本は米英など連合国との戦争に突入した。同日、航空本部および航空総監部は東京市牛込区市谷本村町の陸軍士官学校跡地（通称は市谷台）に移転した。その他の陸軍官衙も教育総監部は同月1日に、陸軍機甲本部は同月7日に同地へ移転しており、翌週の15日には陸軍省および参謀本部も市谷台へ移転した。
1942年（昭和17年）10月15日、陸軍航空本部令改正（勅令第679号）が施行された。この改正は航空兵器の研究開発、生産、補給、修理の指導、統制強化が主な狙いであった。航空本部の編制は総務部（庶務課、総務課、航務課）、教育部（教育課、典範課、保安課）、整備部（生産課、資材課、飛行機課、兵器課、調弁課）、技術部、経理部（経理課、施設課）、医務部の6部体制となった。この改編で新設された整備部および技術部は、従来の第二部を分割拡大したものである。整備部を拡充することによって航空兵器の生産、補給、修理を強力に推進する狙いがあった。ほかにも整備部は燃料の購入、貯蔵公布、軍需動員の人員調整など幅広く活動した。
同時に陸軍航空技術研究所は各部が独立した8つの航空技術研究所となり、陸軍飛行実験部は陸軍航空審査部に改編され、それぞれが航空本部の管掌下となった。それまで航空技術研究所が行っていた審査業務の一切は航空審査部に移管され、また研究と試作の実行機関が明瞭に区分された。こうした改革により航空技術研究所で濫発されがちであった航空兵器の試作は、航空本部が直接試作機関に指示して厳密に実施されることとなった。そのほか航空作戦を重視し、陸軍気象部も航空本部長隷下の機関となった。
同年10月10日の陸軍航空本部業務分掌規定（陸達第63号）により、陸軍航空本部における各部の広範な任務が定められた。その主なものは次のとおり（1942年10月時点）。
総務部
- 本部一切の庶務、人事、給与などに関する事項。
- 航空部隊の編制、装備、および動員に関する事項。
- 航空に関する戦時諸規則に関する事項。
- 航空予算の一般統制に関する事項。

教育部
- 飛行場、爆撃場、空中射撃場の使用、航空部隊の教材整備に関する事項。
- 航空事故審査に関する事項。
- 航空通信、航空保安、兵要気象、航法に関する事項。
- 航空関係の典令範に関する事項。

整備部
- 航空兵器、航空機燃料の整備、調達などに関する事項。
- 航空兵器工業の指導、助成、ならびに監督に関する事項。
- 航空兵器、航空機燃料の貯蔵、支給、交換、修理、検査などに関する事項。

技術部
- 航空兵器の考案、設計、および試作に関する事項。
- 航空兵器、航空機燃料の研究、審査、および制式に関する事項。
- 航空兵器、航空機燃料の試作ならびに研究機関の指導および監督に関する事項。

経理部
- 航空予算および決算に関する事項。
- 航空に関する経理制度、諸給与、被服、糧秣、衣糧器具の研究、審査などに関する事項。
- 航空に関する陸軍用地および諸建築に関する事項。

医務部
- 航空本部隷下部隊の衛生および医事に関する事項。
- 航空衛生（心理を含む）の研究ならびに直接これに関係する調査に関する事項。
- 航空衛生材料の研究、審査、および直接これに関係する調査に関する事項。

同年同月、航空本部は研究機関等との連絡のため日本各地に出張所を設置した。各出張所名と所在地は次のとおり（1942年10月時点）。
太田出張所（群馬県新田郡太田町）、荻窪出張所（東京市杉並区宿町）、熱田出張所（名古屋市港区大江町）、大曽根出張所（名古屋市東区大幸町）、各務原出張所（岐阜県稲葉郡蘇原村）、明石出張所（兵庫県明石郡林崎村）、北立川出張所（東京府立川市）、砂川出張所（東京府北多摩郡大和村）、調布出張所（東京府北多摩郡調布町）、大阪出張所（大阪市此花区島屋町）、浜松出張所（浜松市中沢町）、神戸出張所（神戸市灘区日出町）、下関出張所（下関市大字豊浦村古都ノ浜）、日光出張所（栃木県日光町清滝）、安来出張所（島根県安来町）、大森出張所（東京市大森区大森）、龍宮出張所（名古屋市港区龍宮町）
1944年（昭和19年）3月、整備部は補給部（飛行機課、兵器課、器材課、整備課）に改編され、総務部に調査課、技術部に航空機課および装備課、経理部に会計課が設けられた。また教育部の教育課は第一教育課、第二教育課にわかれた。

### 航空総軍設立と終戦

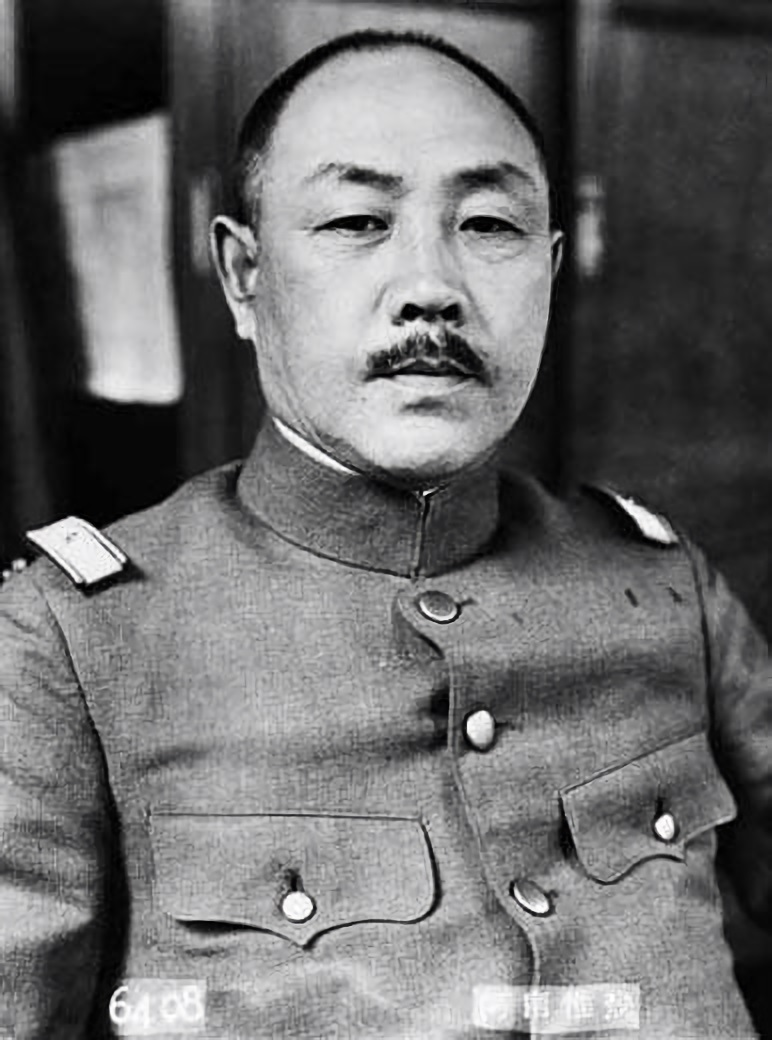
第17代陸軍航空本部長（陸軍航空総監兼務）阿南惟幾大将

連合国との戦況が悪化した1944年6月、陸軍中央は航空関係の教育機関を戦力化し、錬成訓練を主眼とする5つの飛行学校（1分校を含む）が教導飛行師団に改編された。教導飛行師団は作戦参加と教育の任務を併せて与えられ、航空総監の隷下に置かれた。
1945年（昭和20年）には戦況はさらに逼迫し、本土防衛に関係する航空諸軍を統率する天皇直隷の航空総軍（司令官は河辺正三大将）が同年4月15日に設立された。同年4月18日、「陸軍航空総監部令ノ適用停止ニ関スル件」（軍令陸第10号）が施行された。これにより航空本部と二位一体であった陸軍航空総監部は閉鎖され、その人員は航空総軍司令部の編成に充当された。航空総軍と航空本部の職域には明確な区分があったが、航空においては兵器の生産、補給と運用は密接な関係があり、航空戦力をあげての本土決戦のため航空本部の各部長および部員の多くが航空総軍司令部要員を兼務し、航空本部は新たに航空総軍司令部との二位一体となったのである。
同時に陸軍航空本部令改正（勅令第228号）が施行された。航空本部の編制は総務部（庶務課、総務課、調査課）、教育部（第一教育課、第二教育課）、補給部（補給課、器材課、飛行機課、兵器課、装備課）、技術部（技術課）、経理部（経理課、施設課）、医務部、および監督官長以下となり、機構は従来と大差ないものの、人員は縮小された。航空本部の管掌する機関は航空技術研究所などの研究、生産に関する部門と、教育に関係する陸軍航空士官学校、各教導飛行師団などがあった。同年5月10日、陸軍大臣の隷下にあった電波兵器 を扱う多摩陸軍技術研究所が航空本部の管掌下となった。
陸軍航空本部は兵器の研究、考案、試作、および整備等に関する業務のため、あるいは航空機用木材および航空関係工場生産拡充用木材の取得等に関する業務のため、さらに一部では航空関係工場技術指導に関する業務のため、多数の出張所を日本国全土に置いた。1945年7月時点で確認できる各出張所名と所在地は次のとおりである。
太田出張所（群馬県新田郡太田町）、荻窪出張所（東京都杉並区宿町）、大森出張所（東京都大森区大森）、立川出張所（東京都立川市）、砂川出張所（東京都北多摩郡大和村）、調布出張所（東京都北多摩郡調布町）、日光出張所（栃木県日光町清滝）、安来出張所（島根県安来町）、知多出張所（愛知県知多郡大府町）、龍宮出張所（名古屋市港区星崎町）、大曽根出張所（名古屋市東区大幸町）、各務原出張所（岐阜県稲葉郡蘇原村）、大阪出張所（大阪市此花区島屋町）、神戸出張所（神戸市灘区日出町）、明石出張所（兵庫県明石郡林崎村）、下関出張所（山口県下関市）、平塚出張所（神奈川県平塚市馬入字天沼）、一宮出張所（愛知県一宮市川田町）、日立出張所（茨城県日立市助川）、川越出張所（埼玉県川越市脇田字前原）、狛江出張所（東京都北多摩郡狛江村）、京都出張所（京都市中京区西京桑原町）、溝口出張所（神奈川県川崎市久本鴛鴦町）、上連雀出張所（東京都北多摩郡三鷹町上連雀）、三田出張所（東京都芝区三田四国町）、柳町出張所（神奈川県川崎市堀川町）、西芝浦出張所（東京都芝区西芝浦）、亀戸出張所（東京都向島区吾嬬町）、三池出張所（福岡県大牟田市浅牟田町）、柏崎出張所（新潟県柏崎市大字枇杷島）、黒崎出張所（福岡県八幡市藤田五段新開）、宇都宮出張所（栃木県宇都宮市西原町）、熊本出張所（熊本県熊本市健軍町）、前橋出張所（群馬県前橋市天川原町）、松本出張所（長野県松本市大字筑摩）、勝田出張所（茨城県那珂郡勝田町）、蒲田出張所（東京都蒲田区東蒲田）、宮竹出張所（静岡県浜松市宮竹町）、静岡出張所（静岡県静岡市小鹿）、岡山出張所（岡山県岡山市福島）、都城出張所（宮崎県都城市川東町）、黒沢尻出張所（岩手県和賀郡黒沢尻町）、刈谷出張所（愛知県碧海郡刈谷町）、札幌出張所（北海道札幌市）、盛岡出張所（岩手県盛岡市）、広島出張所（広島県広島市祇園町）、平壌出張所（朝鮮平壌府美林町）、京城出張所（朝鮮京城府鍾路区鍾路）
同年8月、御前会議においてポツダム宣言の受諾が最終決定され、8月15日正午より太平洋戦争の終戦に関する玉音放送が行われた。同日、航空本部長寺本熊市中将は自決し、その後の本部長は河辺航空総軍司令官が兼務した。陸軍航空本部令は同年11月15日施行の臨時陸軍残務整理部令（勅令第631号）により廃止され、同時に陸軍航空本部は陸軍航空本部残務整理部（部長は寺田済一中将）を残し廃止となった。

## 年譜
- 1909年（明治42年）07月 - 臨時軍用気球研究会を設立。
- 1919年（大正08年）04月 - 陸軍航空部（本部・補給部の2部）を永田町に設立。
- 1920年（大正09年）05月 - 臨時軍用気球研究会を廃止。
- 1920年（大正09年）07月 - 陸軍航空部を三宅坂に移転。
- 1925年（大正14年）05月 - 航空兵科が独立。
- 1925年（大正14年）05月 - 陸軍航空部廃止、陸軍航空本部（総務・技術・補給・検査の4部）を設立。
- 1933年（昭和08年）05月4日 - 昭和天皇が技術部に行幸[106]。
- 1935年（昭和10年）08月 - 陸軍航空本部を総務部・第一部・第二部の3部に改編。
- 1935年（昭和10年）08月 - 旧技術部を陸軍航空技術研究所、旧補給部を陸軍航空廠に昇格独立。
- 1936年（昭和11年）08月 - 陸軍航空本部を陸軍省の外局化。
- 1937年（昭和12年）08月 - 陸軍航空本部を総務部・第一部・第二部・第三部の4部に改編。
- 1938年（昭和13年）12月 - 陸軍航空総監部を設立。航空総監は航空本部長を兼務。
- 1941年（昭和16年）12月 - 陸軍航空本部を市谷台へ移転。
- 1942年（昭和17年）10月 - 陸軍航空本部を総務・教育・整備・技術・経理・医務の6部に改編。
- 1944年（昭和19年）06月 - 整備部を補給部へ改編。
- 1945年（昭和20年）04月 - 陸軍航空総監部を閉鎖、航空総軍を設立。
- 1945年（昭和20年）04月 - 陸軍航空本部を改編、人員を縮小。
- 1945年（昭和20年）08月 - ポツダム宣言を受諾。寺本航空本部長自決。
- 1945年（昭和20年）11月 - 陸軍航空本部を廃止。

## 歴代本部長

### 陸軍航空部

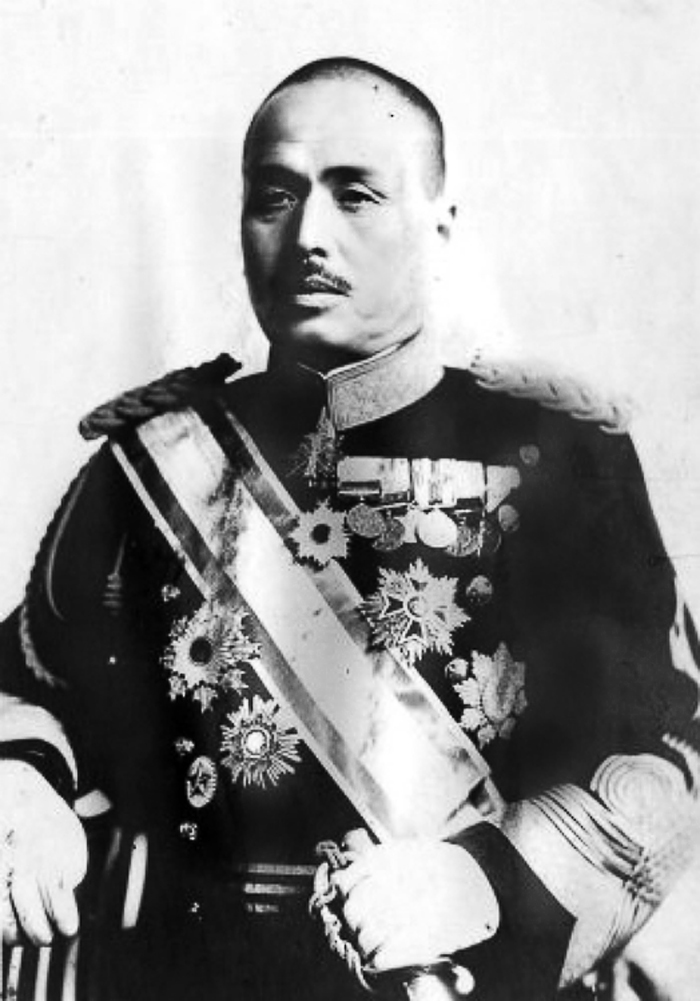
第2代陸軍航空部本部長（陸軍次官兼務）白川義則中将

- 井上幾太郎 少将：1919年4月15日 - 1923年3月10日（1920年8月10日、中将へ進級[107]）
- 白川義則 中将：1923年3月10日 - 1923年8月6日（陸軍次官兼務）
- 安満欽一 中将：1923年8月6日 - 1925年5月1日

### 陸軍航空本部
- 安満欽一 中将：1925年5月1日 - 1926年7月28日
- 井上幾太郎 中将：1926年7月28日 - 1929年3月14日（1927年2月16日、大将へ進級[108]）
- 渡辺錠太郎 中将：1929年3月14日 - 1930年6月2日
- 古谷清 中将：1930年6月2日 - 1931年8月1日
- 渡辺錠太郎 大将：1931年8月1日 - 1933年3月18日（軍事参議官兼務[109]）
- 杉山元 中将：1933年3月18日 - 1934年8月1日
- 堀丈夫 中将：1934年8月1日 - 1935年12月2日
- 畑俊六 中将：1935年12月2日 - 1936年8月1日
- 古荘幹郎 中将：1936年8月1日 - 1937年8月2日
- 東久邇宮稔彦王 中将：1937年8月2日 - 1938年4月30日（軍事参議官兼務）
- 欠  　員 　：1938年4月30日 - 1938年6月18日
- 東條英機 中将：1938年6月18日 - 1940年7月22日（航空総監、陸軍次官兼務）第11代陸軍航空本部長（陸軍航空総監兼務）東條英機中将

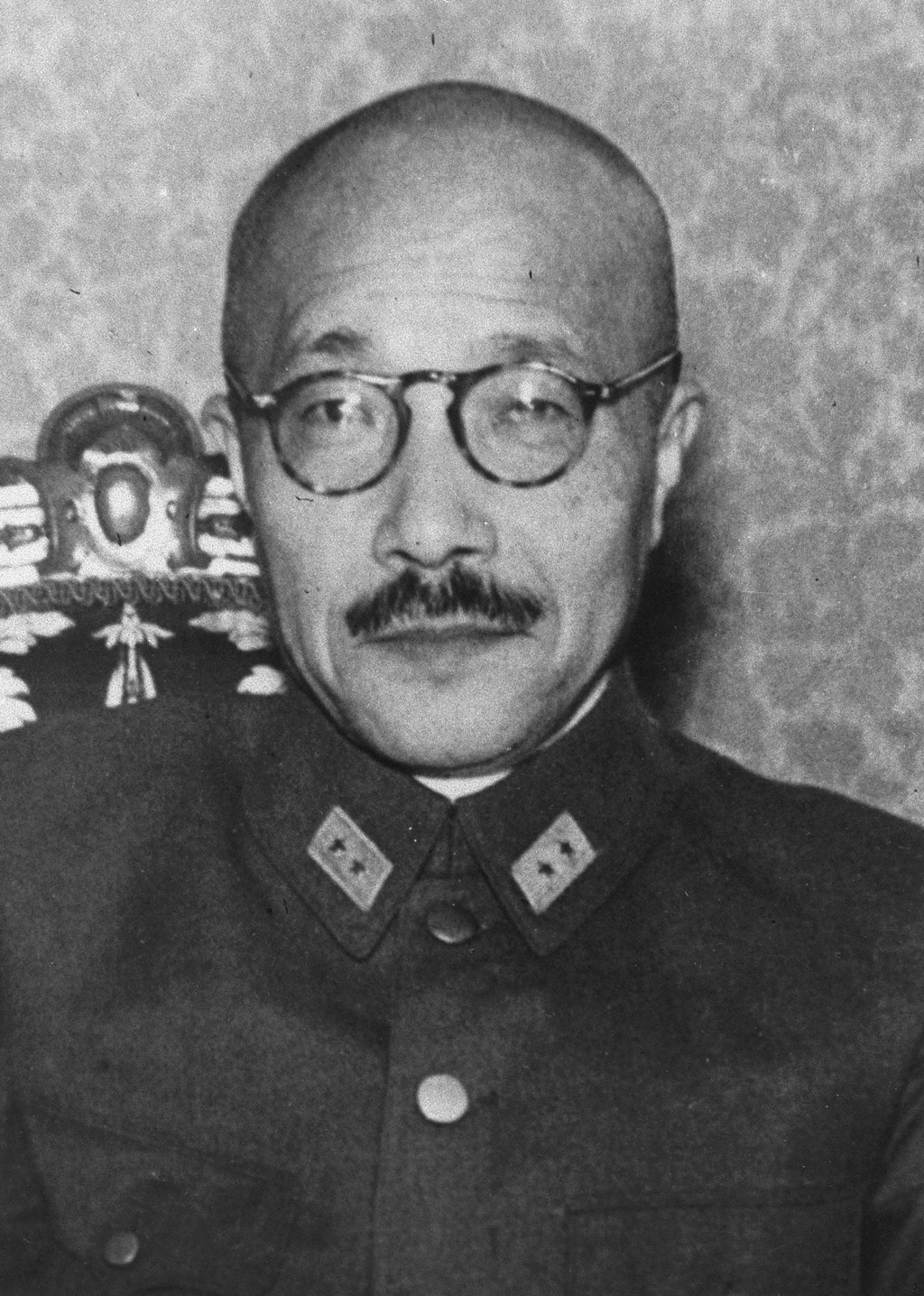
第11代陸軍航空本部長（陸軍航空総監兼務）東條英機中将

- 山下奉文 中将：1940年7月22日 - 1941年6月9日（航空総監兼務 1940年12月より1941年6月までドイツ派遣航空視察団長[110]）
- 鈴木率道 中将※：1940年12月10日 - 1941年6月9日 ※本部長代理、総務部長（航空総監代理兼務）
- 土肥原賢二 大将：1941年6月9日 - 1943年5月1日（航空総監兼務）
- 安田武雄 中将：1943年5月1日 - 1944年3月28日（航空総監兼務、1943年6月より多摩陸軍技術研究所長兼務）
- 後宮淳 大将：1944年3月28日 - 1944年7月18日（航空総監、軍事参議官、参謀次長兼務）
- 菅原道大 中将：1944年7月18日 - 1944年12月26日（航空総監兼務、1944年8月8日より教導航空軍司令官兼務）
- 阿南惟幾 大将：1944年12月26日 - 1945年4月7日[* 19]（航空総監、軍事参議官兼務）
- 寺本熊市 中将※：1945年4月7日 - 4月18日 ※本部長代理、陸軍航空審査部本部長[111]（航空総監代理兼務）
- 寺本熊市 中将：1945年4月18日 - 8月15日（陸軍航空審査部本部長事務取扱[112][* 20]）
- 河辺正三 大将：1945年8月16日[113] - 11月15日（航空総軍司令官兼務）